# کسب‌وکار کوچک
کسب و کار کوچک (به انگلیسی: Small Business) به شرکت‌ها، بازرگانی‌ها و مشاغل آزاد خصوصی گفته می‌شود که دارای کارمندان و درآمد کم‌تری نسبت به شرکت‌های سایز متوسط هستند. در بسیاری از کشورها بسته به نظام اقتصادی، کسب و کارهای کوچک مختلفی رایج می‌باشند. نمونه‌های نوعی عبارتند از: خواربارفروشی، نانوایی، آرایشگاه، دفتر وکالت، دفتر حسابداری، غذاخوری، راهسرا، آتلیه عکاسی و کسب و کار آنلاین مستقل.

## تعریف

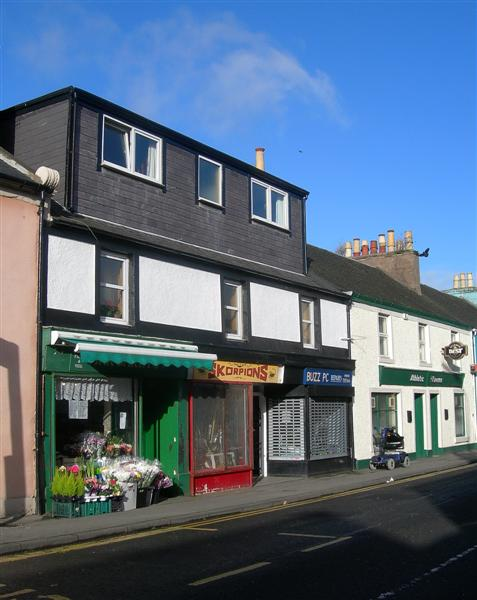
کسب و کارهای کوچک در اسکاتلند

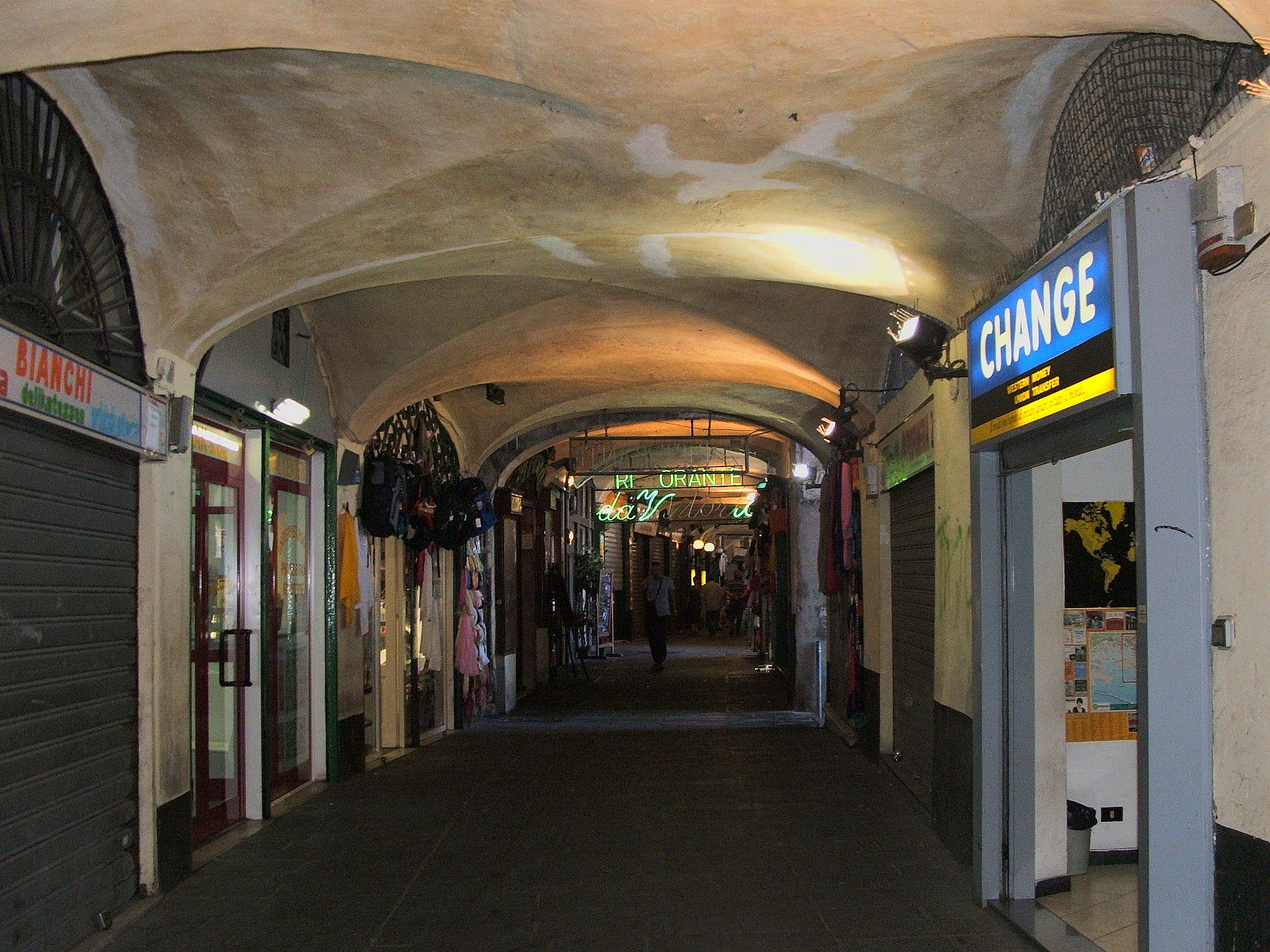
گالری‌ها منجر به تشکیل کسب و کارهای کوچک در جنوآ ایتالیا شدند

به منظور تحلیل آماری و با قاعده در خصوص کسب و کار کوچک، باید گفت که این مقوله دارای قوانین اجرایی تجاری است. هر صنعتی بر اساس درآمد و میزان استخدام سالانه، اندازه استانداردی را برای خود تعریف می‌کند. در بیشتر موارد این تعریف به واسطه نمایندگی‌های دولتی تعریف می‌شود تا تحت قوانین تغییرپذیر دولتی تحلیل‌هایی را صورت دهند. به علاوه، این استانداردها برای برنامه‌هایی که در خصوص کمک بهبود به امور مالی است کارا می‌باشد. کسب و کار کوچک به صورت مستقل است و هر شرکتی با کمتر از ۵۰۰ پرسنل در این حیطه قرار می‌گیرد. این اندازه مرسومترین استاندارد تعریف شده‌است. در آمریکا حدود ۵/۲۲ میلیون کسب و کار مستقل از کشاورزی و زراعت وجود دارد که ۹۹ درصد آن کسب و کار کوچک به حساب می‌آیند.

## تاریخچه
پس از انقلاب صنعتی و ایجاد شرکت‌های بزرگ تولید انبوه کالاها انجام پذیرفت در آن زمان کسب و کارها به صورت سازمان‌های بزرگ وجود داشته و باهم رقابت می‌نمودند.
در این سازمان‌ها تعدادی از نیروهای خلاق و مبتکر، فضای سازمان رای برای ارائه ایده‌های خلاقانه مناسب ندیدند لذا سازمان‌های خود را ترک نموده و در همان زما با شعار «کوچک زیباست» در ذهن آن‌ها نقش بست و در نهایت آن‌ها کسب و کارهای کوچک و متوسط را خلق نمودند